# Irena Siła-Nowicka

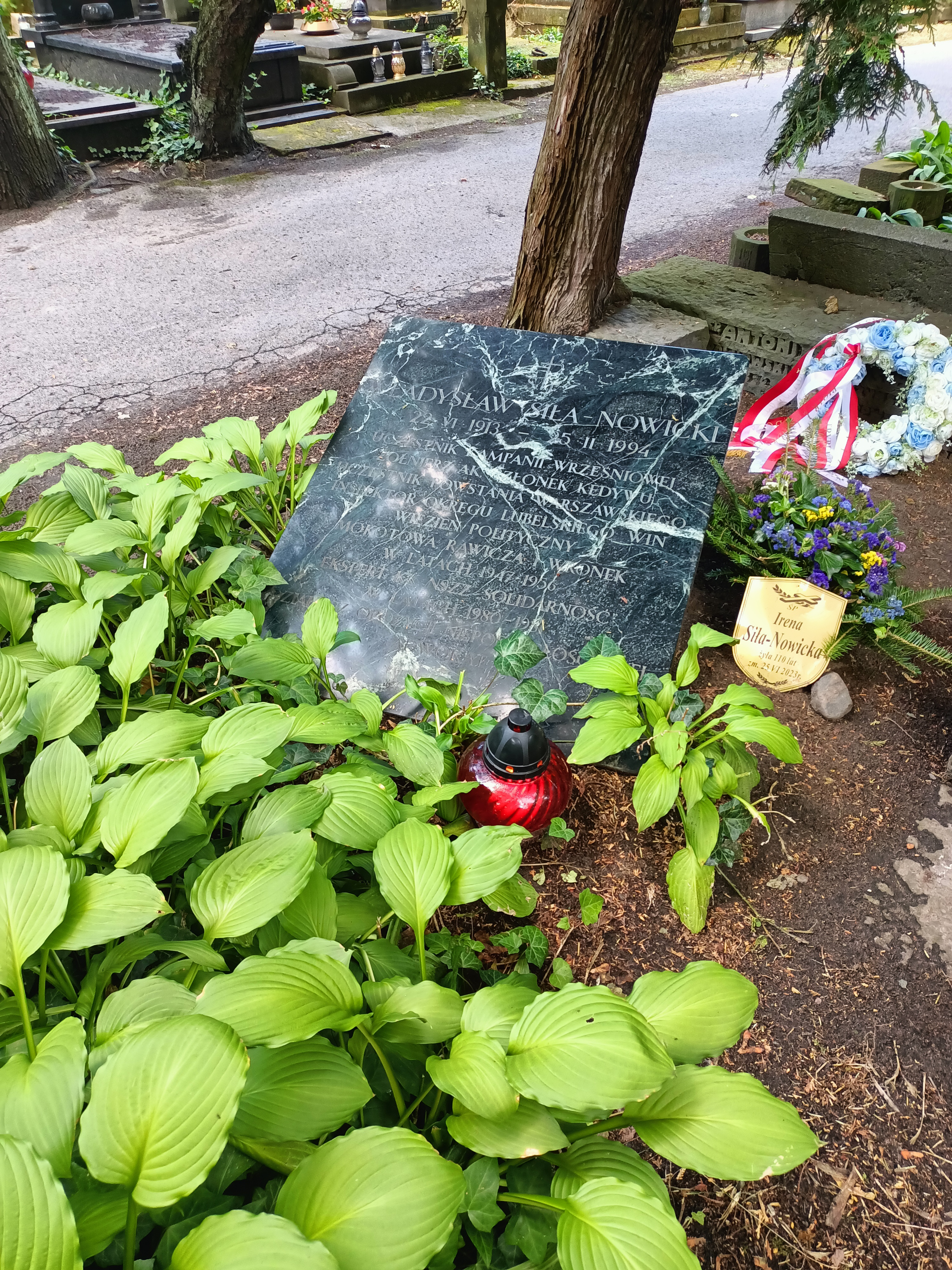
Grób Władysława i Ireny Siły-Nowickich na Cmentarzu Powązkowskim

Irena Siła-Nowicka (ur. 30 stycznia 1913 we wsi Duha, zm. 25 czerwca 2023 w Szczecinie) – polska społeczniczka, żona mecenasa Władysława Siła-Nowickiego oraz matka opozycjonistek z okresu PRL Agnieszki Dąbrowskiej i Marii Nowickiej-Marusczyk.

## Życiorys
Była córką Ignacego i Stefanii. Przed II wojną światową studiowała na Uniwersytecie Warszawskim. Na jesieni 1939 poślubiła Władysława Siła-Nowickiego. W trakcie okupacji niemieckiej mieszkała wraz z mężem i córkami w Wylągach (część miasta Kazimierz Dolny). W tym okresie małżeństwo pomagało w ukryciu się, zatrudniało do opieki nad córkami oraz zorganizowało fałszywe dokumenty młodej Żydówce Barbarze Nowak, która dzięki temu wsparciu przeżyła okupację.
25 lutego 2014 uroczyście przekazała wraz z córkami – archiwum Władysława Siła-Nowickiego do Archiwum Akt Nowych w Warszawie.
Postanowieniem Prezydenta RP Lecha Kaczyńskiego z 7 listopada 2008 o nadaniu orderów otrzymała Krzyż Komandorski Orderu Odrodzenia Polski za wybitne zasługi w działalności na rzecz przemian demokratycznych w Polsce, za osiągnięcia w podejmowanej z pożytkiem dla kraju pracy zawodowej i społecznej.
W 2021 została laureatką Drzwi Wolności przyznawanych przez Stowarzyszenie Scena Kultury.
W 2022 z okazji 109. urodzin otrzymała list z życzeniami od Prezydenta RP Andrzeja Dudy, a także została odznaczona Medalem Stulecia Odzyskanej Niepodległości.
W fabularyzowanym serialu dokumentalnym pt. Żołnierze Wyklęci z 2008 w reż. Joanny Maro w rolę Ireny Siła-Nowickiej wcieliła się Małgorzata Piskorz.
30 stycznia 2023 obchodziła 110. urodziny stając się superstulatką i jednocześnie jedną z najstarszych żyjących wówczas ludzi w Polsce. Była także najstarszą mieszkanką Warszawy.
Pochowana na Cmentarzu Powązkowskim w Warszawie  kwatera 195 rząd 5-6 kwatera 28-30.